# Veikko Marttinen
Veikko Kalmari Marttinen, född 1 december 1917 i Helsingfors, död där 23 mars 2003, var en finländsk målare. 
Marttinen, som 1934–1937 studerade vid ritskolan i Viborg och 1937–1939 vid Finska konstföreningens ritskola i Helsingfors, blev främst känd för sina figurgrupper, målade i dämpade färger. Han utförde bland annat altartavlor och ikonostasmålningar för ett flertal ortodoxa kyrkor samt väggmålningar för företag. Han tilldelades Pro Finlandia-medaljen 1968.